# جون بيرنهام
جون بيرنهام (بالإنجليزية: John Burnham)‏ هو مهندس أمريكي، ولد في 11 سبتمبر 1917، وتوفي في 15 نوفمبر 1957.